# August Schneider (Politiker, 1879)
August Schneider (* 20. März 1879; † 8. Juli 1962 in Hamburg) war ein deutscher Politiker (DNVP, CDU).

## Leben
Schneider, der in der Rheinpfalz geboren wurde und zunächst in Baden arbeitete, engagierte sich gewerkschaftlich im Deutschnationalen Handlungsgehilfen-Verband. Nach dem Ersten Weltkrieg schloss er sich der DNVP an, für die er von 1921 bis 1925 dem Landtag der Republik Baden angehörte, wo er sozialpolitischer Sprecher seiner Fraktion war.
Nach dem Zweiten Weltkrieg kam er nach Hamburg, wo er in Langenhorn und ab etwa 1960 in Fuhlsbüttel wohnte. Er war im nun Deutscher Handels- und Industrieangestelltenverband genannten DHV als Aufsichtsrat tätig. Dieser ehrte ihn im April 1959 für langjährige Mitgliedschaft. Zudem gehörte er dem Vorstand seiner Kirchengemeinde und dem Aufsichtsrat einer Baugenossenschaft an. Politisch engagierte er sich nun in der CDU, in der er von 1955 bis 1960 Vorsitzender des Ortsverbandes Langenhorn war. Zudem gehörte er von 1957 bis 1961 dem Bezirksausschuss Hamburg-Nord und von 1957 bis zu seinem Tode dem Ortsausschuss Fuhlsbüttel an. In Letzterem war er ab 1957 Vorsitzender der CDU-Fraktion.